# Забезпечення дотримання обмеженої швидкості

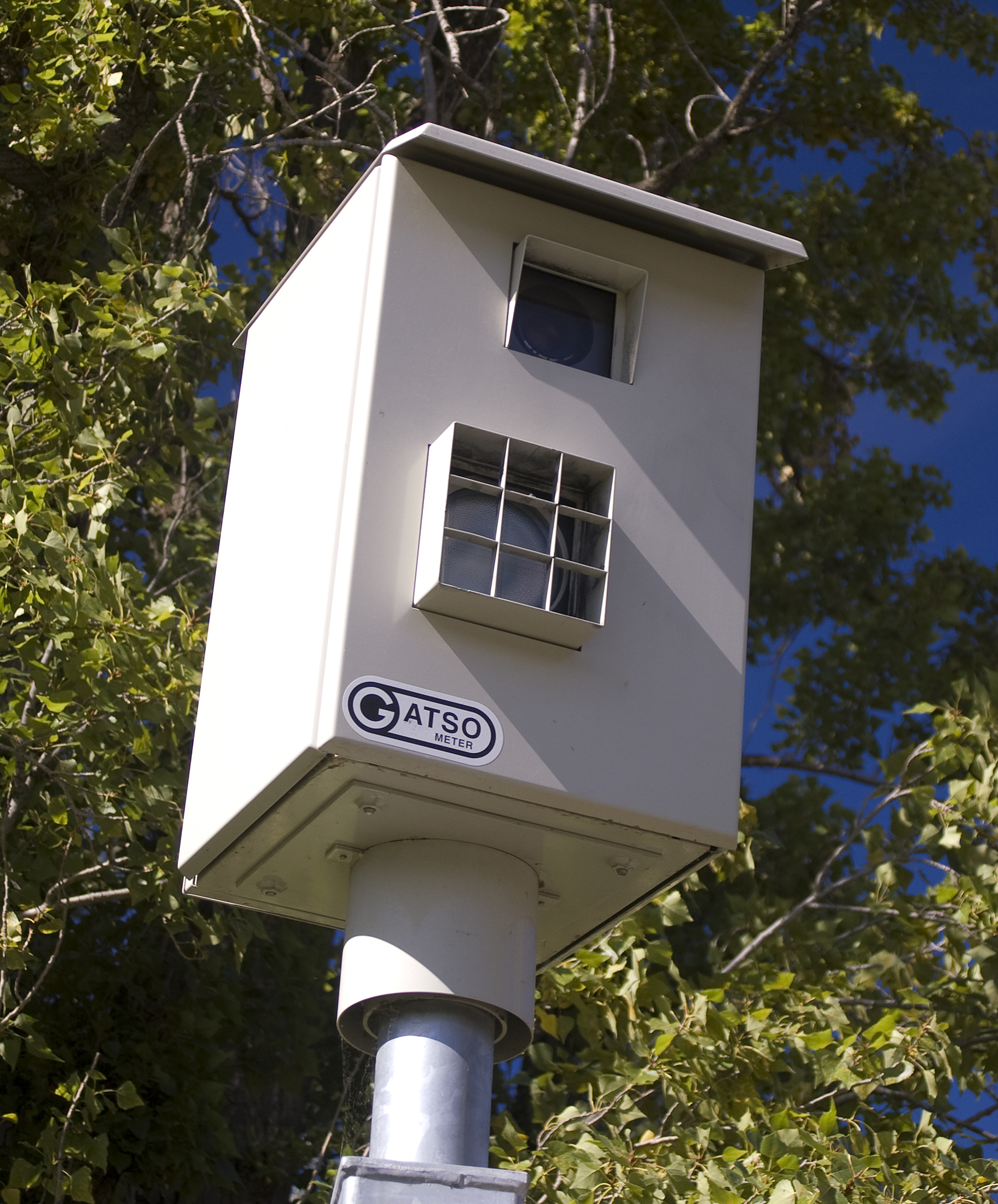
Камера швидкості Gatso

Забезпечення дотримання обмеженої швидкості - це зусилля, докладені відповідно уповноваженими органами влади для покращення дотримання водіями обмежень швидкості. Методи, що використовуються, включають придорожні "швидкісні пастки", створені та використовувані поліцією, та автоматизовані придорожні системи "камер швидкості ", які можуть включати використання автоматичної системи розпізнавання номерних знаків. Традиційно поліціянти використовували секундомір, щоб виміряти час, необхідний транспортному засобу, щоб подолати відому відстань. Зовсім недавно у використання увійшли радіолокаційні вимірювачі та автоматизовані системи в машині.
Всесвітній огляд досліджень показав, що швидкісні камери призвели до зменшення "з 44% до 11% для смертельних та серйозних травм".  Департамент транспорту Великої Британії підрахував, що камери призвели до зменшення кількості зіткнень на 22%, а на 42% менше людей було вбито або серйозно поранено на місцях знімання. Британський медичний журнал нещодавно повідомив, що камери контролю швидкості дієво зменшують аварії та травми в їх околицях, і радить ширше використання. Дослідження LSE у 2017 році показало, що "додавання ще 1000 камер на британські дороги може врятувати до 190 життів щороку, зменшити до 1130 зіткнень та пом'якшити до 330 випадків серйозних травмувань". 

## Історія
Стримання автомобільного руху було запроваджене в Законі про локомотиви 1865 року у Великій Британії, який встановлював обмеження швидкості 2 милі за годину (3,2 км/год) у містах та 4 милі за годину (6,4 км/год) за містом, вимагаючи від людини з червоним прапором пройти 60 ярдів (55 м) попереду кваліфікованих транспортних засобів з електроприводом. Відстань перед членом пішохідного екіпажу була зменшена до 20 ярдів (18 м) у 1878 р. і транспортні засоби повинні були зупинятися щойно помітили коня.  Обмеження швидкості було фактично зайвим, оскільки швидкість транспортного засобу не могла перевищувати швидкість, з якою людина могла йти пішки.
До 1895 року деякі водії ранніх легких автомашин, що працювали на паровому двигуні, припускали, що вони будуть законно класифіковані як безкінні екіпажі, і тому будуть звільнені від необхідності мати пішохода попереду. Випробувальну справу порушив автомобільний піонер Джон Генрі Найт, який згодом був засуджений за користування локомотивом без ліцензії.  Закон про локомотиви на шосе 1896 р. скасував деякі обмеження, введені законом 1865 р., Зокрема підвищивши обмеження швидкості для "легких локомотивів" до 3 тонн до 14 миль за годину (23 км/год). Обмеження швидкості було знову скасоване Законом про автомобілі 1903 року до 20 миль за годину (32 км/год).
Королівська комісія з легкових автомобілів у Великій Британії в 1907 р. доповіла та висловила стурбованість з приводу того, як швидкісні пастки використовуються для збільшення доходів в сільській місцевості, а не для захисту життя в містах. У парламентських дебатах в той час зазначалося, що "поліціянти не розміщуються в селах, де є люди, яким загрожує небезпека, а ховаються в огорожах або канавах на самих відкритих дорогах країни" і "це явно абсурдно для захисту населення, і в багатьох графствах їх використовують просто як засіб отримання грошей із проїжджого пасажира таким чином, що це нагадує розбійників Середньовіччя ".  
У 1905 році була створена Автомобільна асоціація, щоб допомогти автомобілістам уникати поліційних швидкісних пасток.  Верховний суддя лорд Алверстон у 1910 році порушив пробну судову справу ("Беттс-в-Стівенс") проти патрульного автомобільної асоціації та потенційно швидкісного автомобіліста - суддя постановив, що в тих випадках, коли патрульний сигналізує водієві, що стежить за перевищенням швидкості, пригальмувати й тим самим уникнути пастки швидкості, ця особа вчинила б злочин у вигляді "перешкоджання посадовій особі під час виконання ним своїх службових обов'язків" відповідно до Закону 1885 року про внесення поправок до Закону про запобігання злочинам.   Згодом організація розробила закодовану систему попередження, яка використовувалася до 1960-х років, згідно з якою патрульний завжди вітав водія автомобіля, що проїжджав повз, який мав видимий значок АА, якщо поруч не було швидкісної пастки, розуміючи, що їх офіцери не можуть бути притягуватись до кримінальної відповідальності за непривітання. 
Gatsometer BV, заснована в 1958 році ралійних гонщиком Морісом Гацонідесом, випустила "Гатсометр", який був названий "революційним пристроєм вимірювання швидкості".
Розроблений спочатку для поліпшення часу перегонів, він був пізніше проданий як поліційний інструмент для забезпечення дотримання швидкісного режиму.  Gatsometer стверджує, що вони розробили перший радар для використання в дорожньому русі в 1971 році, але це твердження підривається доказами того, що радарні детектори були вже продавані в 1967 році.. У 1982 році компанія Gatsometer BV випустила першу у світі мобільну камеру для контролю за швидкістю руху.
VASCAR використовувався в Північній Кароліні, Нью-Йорку та Індіані до лютого 1968 р. 

## Методи

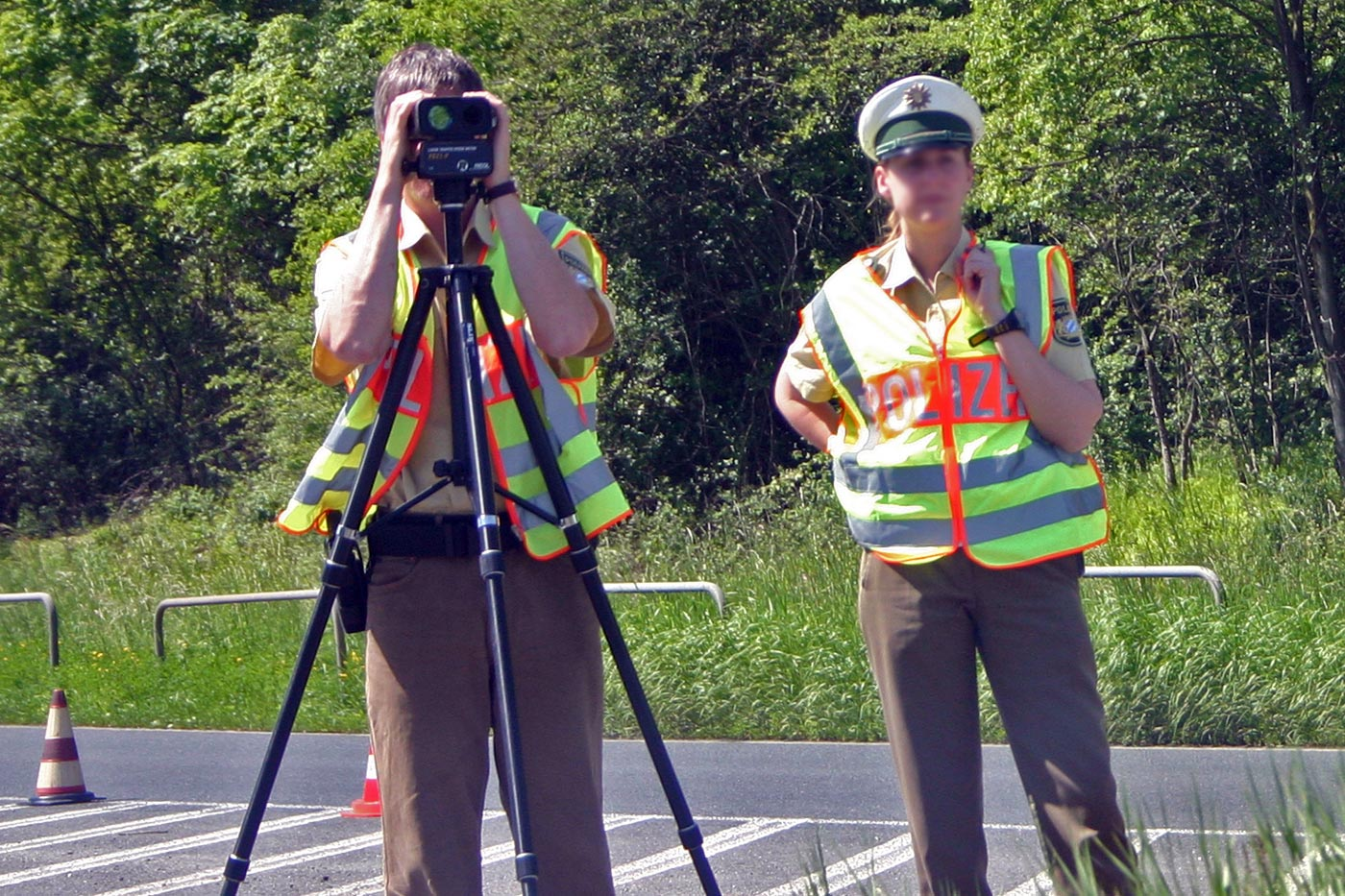
Поліціянти в Баварії перевіряють швидкість за допомогою швидкісного вимірювача LIDAR на штативі.

Спочатку обмеження швидкості застосовувались шляхом встановлення часу або "годинникових" транспортних засобів, що рухались через "швидкісні пастки", визначені між двома нерухомими орієнтирами вздовж проїжджої частини, що були на відомій відстані; Потім середню швидкість транспортного засобу визначали діленням пройденої відстані на час, необхідний для проїзду. Встановлення "швидкісної пастки", яка могла б надати юридично задовільні докази, зазвичай забирало багато часу та спричиняло помилки, оскільки вона покладалася на своїх операторів, що були людьми. 

### Вимірювання середньої швидкості
VASCAR - це пристрій, який напівавтоматизує синхронізацію часу та обчислення середньої швидкості оригінальної «пастки швидкості», що управляється вручну. Спостерігач на землі, в транспортному засобі або в повітрі просто натискає кнопку, коли транспортний засіб проходить два орієнтири, які знаходяться на відомій відстані, як правило, в кілька сотень метрів.
Системи автоматичного розпізнавання номерних знаків (АРПЗ), які використовують форму оптичного розпізнавання символів, зчитують номерний знак автомобіля. Комп’ютерна система зчитує реєстраційні знаки транспортних засобів у двох або більше фіксованих точках вздовж дороги, як правило, на відстані сотень метрів або навіть кілометрів, а потім використовує відому відстань між ними для обчислення середньої швидкості транспортного засобу. З теореми про середнє значення ми знаємо, що швидкість транспортного засобу повинна дорівнювати середній швидкості в якийсь час між вимірами. Якщо середня швидкість перевищує обмеження швидкості, штраф автоматично призначається. 
Відомо, що поліція деяких країн, таких як Франція, притягує водіїв до відповідальності за перевищення швидкості, використовуючи середню швидкість, розраховану з відміток часу на квитках на платні дороги. 
У Каліфорнії суворо заборонено використовувати вимірювання середньої швидкості. 